# Nehoiu
Nehoiu is een stad (oraș) in het Roemeense district Buzău. De stad telt 11.631 inwoners (2002).